# トレンチタウン
トレンチタウン (Trenchtown) は、ジャマイカのキングストン市にあるゲットー・エリア。
地名は下水道のために作られた大きな堀 (トレンチ) に由来している。
居住者の大部分は貧しく、幼児死亡率は非常に高い。治安もはっきり言って劣悪で、世界の歩き方を始めとするガイドブックでも「間違っても近寄るべきではない」と評される。グラッドストーン・アンダーソン、アルトン・エリス、デルロイ・ウィルソン、リロイ・シブルス、バウンティ・キラーなど多くのレゲエ音楽家の出身地であるほか、ボブ・マーリー、ジョー・ヒッグス、ピーター・トッシュ、バニー・ウェイラー、ジョン・ホルト、ボブ・アンディ、マーシャ・グリフィス、ブルース・バスターズ、トニー・グレゴリーなどの音楽家もトレンチタウンを活動の拠点とした。